# Paul Gengnagel
Paul Gengnagel (* 11. Juni 1889 in Basrur, Mysore, heute Bundesstaat Karnataka, Indien; † 26. September 1978 in Geyersdorf) war ein Kirchenmusiker, Chorleiter und Musiklehrer in Rostock.

## Leben
Paul Gengnagel wurde als Sohn eines Missionarsehepaars der Basler Mission geboren. Ludwig Gengnagel war sein älterer Bruder. Er besuchte das Ludwig-Georgs-Gymnasium in Darmstadt, wo er im Herbst 1907 sein Abitur ablegte. Anschließend studierte er in Gießen und München Altphilologie und Germanistik. Wegen des großen Eindrucks, den das Buch Albert Schweitzers über Johann Sebastian Bach im Winter 1908/09 auf ihn gemacht hatte, wechselte er zum Studium nach Straßburg. Hier suchte er die persönliche Begegnung mit Schweitzer. Er hörte Schweitzers Predigten und Orgelkonzerte. Dies prägte sein späteres musikalisches Wirken. Ein Direktstudium der Musik hat Gengnagel nicht absolviert; nach seiner Anstellung 1918 als Lehrer an der Rostocker Großen Stadtschule am Rosengarten betrieb er private Musikstudien. Von 1918 bis 1923 war Gengnagel Organist und Chorleiter an der Heiligen-Geist-Kirche.
Im Jahr 1923 gründete er den Rostocker Bachchor. Mit diesem führte er Kantaten, die Matthäus-Passion und die h-Moll-Messe von Bach, Werke von Heinrich Schütz, aber auch Werke zeitgenössischer Komponisten wie Hugo Distler, Ernst Pepping und Siegfried Reda auf. Sänger im Rostocker Bachchor war von 1950 bis 1953 der spätere Gründer des Rostocker Motettenchores Hartwig Eschenburg. Als der Bachchor 1961 aufgelöst wurde, übernahm Eschenburg die 17 Chormitglieder in den Chor der Johanniskirche.
Die Universität Rostock zeichnete Gengnagel mit der Ehrendoktorwürde aus.